# Jalovec (Trenčín)
|  | No s'ha de confondre amb Jalovec (Žilina). |

Jalovec és un poble i municipi d'Eslovàquia que es troba a la regió de Trenčín. La primera menció escrita de la vila es remunta al 1430.

## Demografia
| Godina             | 1994 | 2004   | 2014   | 2024   |
| ------------------ | ---- | ------ | ------ | ------ |
| Nombre de persones | 526  | 561    | 585    | 591    |
| Diferència         |      | +6,65% | +4,27% | +1,02% |

| Godina             | 2023 | 2024   |
| ------------------ | ---- | ------ |
| Nombre de persones | 582  | 591    |
| Diferència         |      | +1,54% |